# Abu Dhabi Harlequins
 (novembre 2012).
Si vous disposez d'ouvrages ou d'articles de référence ou si vous connaissez des sites web de qualité traitant du thème abordé ici, merci de compléter l'article en donnant les références utiles à sa vérifiabilité et en les liant à la section « Notes et références ».
Dernière mise à jour : 30 novembre 2012.
Abu Dhabi Harlequins est un club de rugby à XV basé à Abu Dhabi. Il participe au Gulf Top 6, le championnat de première division du Golfe Persique.

## Historique
Les Abu Dhabi Harlequins sont fondés en 1970.

## Palmarès

### Joueurs emblématiques
- Jeremy Manning - 48 matchs avec le Munster Rugby, 39 matchs avec Newcastle Falcons
- Sean Crombie - 3 matchs avec Édimbourg Rugby, 3 matchs avec Newcastle Falcons
- Ben Bolger - 30 matchs de Super League (rugby à XIII) pour les London Broncos
- Ed Lewsey - 88 matchs pour Exeter Chiefs, 73 matchs pour Plymouth Albion